# 神戸市バス清水が丘営業所
神戸市バス清水が丘営業所（こうべしバスしみずがおかえいぎょうしょ）は、兵庫県神戸市垂水区にある神戸市バスの営業所。営業所は山陽バス垂水営業所内に併設されている。
配置車両に表示されている営業所を表す記号は阪急バス清和台営業所と同じく「清」である。
主として垂水区を通る路線を担当している。また、清水が丘営業所担当のほとんどの路線で山陽バスとの共同運行となっている。
運行は山陽バスに業務委託している。

## 沿革
2020年11月1日、垂水営業所から分離して設立された。

## 現行路線
清水が丘営業所単独担当路線は2024年4月1日時点で121、171系統となっている。
すべてが山陽バスとの共同運行である。

### 48系統
運行区間
48：垂水駅 - 星陵高校前 - 舞子高校前 - 学園都市駅前
概要
171系統と共同路線。山陽バスが全便担当。
ダイヤおよび停留所
平日8時~19時の間で毎時1本程度の運行であるが、土日祝は1日6本の運行となる

### 121系統
運行区間
121：学園都市駅前 - 掖済会病院前 - 大門橋 - 西部障害者センター（2017年4月1日から山陽バスと共同運行）
概要
山陽バスとの共同運行
ダイヤおよび停留所
日中のみの運行で、1時間に1~2本程度が運行されている

### 171系統
運行区間
171：垂水駅 - 星陵高校前 - 掖済会病院前 - 学園都市駅前
概要
48系統と共同路線。神戸市バスが全便担当
2020年11月1日に垂水営業所から移管
ダイヤおよび停留所
1時間に1~2本程度が運行されている

### 191系統
運行区間
191：舞子駅 → 西部障害者センター → 掖済会病院前 → 大門橋 → 舞子駅
191：舞子駅 → 西部障害者センター → 掖済会病院前
概要
全便山陽バスが運行
ダイヤおよび停留所
平日の日中のみ1時間に1本が運行されている
朝の1本は掖済会病院止まりである

## 車両
開設当初はいすゞ製のみの配置であったが、後に日産ディーゼル製と三菱ふそうトラック・バス製の車両が転入して、3メーカーが在籍するようになった。そのあと2023年に日産ディーゼル製が全車転出され、現在はいすゞ製と三菱ふそうトラック・バス製の２メーカーが在籍している。
ながらく他営業所からの転属車のみとなっていたが、2024年6月に当営業所において初めて新車が直接導入された(いすゞ・エルガ)。先述したとおり、開設当初はいすゞ製のみであるが、当営業所に直接導入された新車の局番については300～500番台ではなく、同じ垂水区内にある垂水営業所と同様の700～900番台が割り振られている。